# Oncocnemis pudorata
Oncocnemis pudorata là một loài bướm đêm trong họ Noctuidae.